# Campeonato Mundial de Boxeo Aficionado de 2015
El XVIII Campeonato Mundial de Boxeo Aficionado se celebró en Doha (Catar) entre el 5 y el 15 de octubre de 2015 bajo la organización de la Asociación Internacional de Boxeo (AIBA) y la Federación Catarí de Boxeo.<refNone>«AIBA EC awards 2015 World Championships to the city of Doha». Pág. de la AIBA (en inglés). 17 de julio de 2013. Consultado el 22 de abril de 2024.</ref>
Las competiciones se realizaron en la Arena Ali Bin Hamad Al Attiya de la capital catarí.

## Medallistas
| Evento                | Oro                         | Plata                             | Bronce                                                        |
| --------------------- | --------------------------- | --------------------------------- | ------------------------------------------------------------- |
| Minimosca (49 kg)     | Joahnys Argilagos · Cuba    | Vasili Yegorov · Rusia            | Rogen Ladon · Filipinas Dmytro Zamotayev · Ucrania            |
| Mosca (52 kg)         | Elvin Məmişzadə Azerbaiyán  | Yosvany Veitía · Cuba             | Hu Jianguan China Mohamed Flisi Argelia                       |
| Gallo (56 kg)         | Michael Conlan Irlanda      | Murodjon Ahmadaliyev Uzbekistán   | Shiva Thapa · India Dzmitry Asanau · Bielorrusia              |
| Ligero (60 kg)        | Lázaro Álvarez · Cuba       | Albert Səlimov Azerbaiyán         | Elnur Abduraimov · Uzbekistán Robson Conceição · Brasil       |
| Wélter ligero (64 kg) | Vitali Dunaitsev · Rusia    | Fazliddin Gʻoibnazarov Uzbekistán | Yasniel Toledo · Cuba Wuttichai Masuk · Tailandia             |
| Wélter (69 kg)        | Mohamed Rabii Marruecos     | Daniyar Yeleusinov · Kazajistán   | Pərviz Bağırov Azerbaiyán Liu Wei China                       |
| Medio (75 kg)         | Arlen López · Cuba          | Bektemir Meliqoʻziyev Uzbekistán  | Hosam Abdin · Egipto Michael O'Reilly · Irlanda               |
| Semipesado (81 kg)    | Julio César La Cruz · Cuba  | Joseph Ward Irlanda               | Elshod Rasulov · Uzbekistán Pavel Siliaguin · Rusia           |
| Pesado (91 kg)        | Yevgueni Tishchenko · Rusia | Erislandy Savón · Cuba            | Abdulqədir Abdullayev · Azerbaiyán Guevorg Manukian · Ucrania |
| Superpesado (+91 kg)  | Tony Yoka Francia           | Ivan Dychko · Kazajistán          | Bahodir Jalolov Uzbekistán Joseph Joyce Reino Unido           |

## Medallero
| Núm. | País        | Oro | Plata | Bronce | Total |
| ---- | ----------- | --- | ----- | ------ | ----- |
| 1    | Cuba        | 4   | 2     | 1      | 7     |
| 2    | Rusia       | 2   | 1     | 1      | 4     |
| 3    | Azerbaiyán  | 1   | 1     | 2      | 4     |
| 4    | Irlanda     | 1   | 1     | 1      | 3     |
| 5    | Francia     | 1   | 0     | 0      | 1     |
| 5    | Marruecos   | 1   | 0     | 0      | 1     |
| 7    | Uzbekistán  | 0   | 3     | 3      | 6     |
| 8    | Kazajistán  | 0   | 2     | 0      | 2     |
| 9    | China       | 0   | 0     | 2      | 2     |
| 9    | Ucrania     | 0   | 0     | 2      | 2     |
| 11   | Argelia     | 0   | 0     | 1      | 1     |
| 11   | Bielorrusia | 0   | 0     | 1      | 1     |
| 11   | Brasil      | 0   | 0     | 1      | 1     |
| 11   | Egipto      | 0   | 0     | 1      | 1     |
| 11   | Filipinas   | 0   | 0     | 1      | 1     |
| 11   | India       | 0   | 0     | 1      | 1     |
| 11   | Reino Unido | 0   | 0     | 1      | 1     |
| 11   | Tailandia   | 0   | 0     | 1      | 1     |
|      | TOTAL       | 10  | 10    | 20     | 40    |